# Vacunación contra la COVID-19 en Argentina
La vacunación contra la COVID-19 en Argentina es la campaña iniciada a fines de 2020 para vacunar contra la COVID-19 a la población del país, en el marco de un esfuerzo mundial para combatir la pandemia de COVID-19.
El operativo estimó inicialmente utilizar 55 millones de dosis para vacunar, en primera instancia, a 23-24 millones de personas (52 % de la población) que corresponden a grupos denominados de riesgo por «exposición y función estratégica» y «enfermedad grave».
Los efectos secundarios de la vacuna contra el COVID-19 pueden variar según cada persona.Algunas personas sienten algo de molestia, pero pueden seguir adelante normalmente con su día. Otras tienen efectos secundarios que afectan su capacidad de completar sus actividades cotidianas.Por lo general, los efectos secundarios desaparecen en pocos días.Incluso si no experimenta ningún efecto secundario, su organismo está generando protección contra el virus que causa el COVID-19.Las reacciones adversas (problemas graves de salud) son poco frecuentes, pero pueden causar problemas de salud a largo plazo. Por lo general, suceden dentro de las seis semanas de haberse vacunado.
La vacunación se inició el martes 29 de diciembre de 2020, luego de recibir un suministro de 300 000 dosis, que fueron destinadas al personal de salud. Hacia principios de agosto de 2021 había seis vacunas en uso en territorio argentino producidas por el Instituto Gamaleya (Gam-COVID-Vac o Sputnik V), el laboratorio argentino mAbxience y el mexicano Liomont en asociación con AstraZeneca y la Universidad de Oxford (AZD1222), el Instituto Suero de India en asociación con AstraZeneca y la Universidad de Oxford (Covishield o AZD1222), la empresa surcoreana AstraZeneca-SK Bioscience (AZ-SKBio), la empresa farmacéutica Sinopharm (BBIBP-CorV) y el laboratorio CanSino Biologics (Ad5-nCoV (Covidencia)).
Hacia el 29 de octubre de 2021, 34 640 814 personas habían recibido una dosis, representando el 76,34 % de la población total del país, superando la meta original de vacunar a 22/23 millones de personas. Por otra parte 26 327 324 personas, el 58,02 % de la población total, recibieron dos dosis.
Algunas jurisdicciones han hecho gestiones para adquirir vacunas por su cuenta. El Congreso de la provincia de Buenos Aires aprobó una ley que autoriza al gobernador, al jefe de Gabinete y al ministro de Salud provincial gestionar y adquirir vacunas contra el Covid. El gobierno provincial ya negocia con seis laboratorios y afirman que las dosis que puedan llegar a conseguir serán puestas a disposición de la Nación. El 9 de abril de 2021 el gobierno de la Ciudad de Buenos Aires anunció que había tomado la decisión de «comprar vacunas por su cuenta», pero que la escasez global lo hace «muy difícil». Por su parte, la provincia de Jujuy inició gestiones para adquirir 1 000 000 de dosis de vacunas Sinopharm, lo que le permitiría "cubrir el 100 por ciento de la población" provincial.

## Condiciones
Argentina, según estimaciones oficiales del INDEC para el año 2021, cuenta con una población de 45 808 747 personas, de las cuales 7 429 971 personas tienen más de 60 años.
La campaña de vacunación tuvo como objetivo vacunar a 23-24 millones de personas (52 % de la población), pero que con el avance de la vacunación ha ido ampliándose periódicamente. Al 12 de octubre, la población objetivo a inocular se encuentra en un aproximado de 43 millones de personas, todas aquellas superiores a 3 años.

## Preparativos

### Primeras dosis
El 24 de diciembre de 2020, Argentina recibió la primera partida de vacunas, consistente en 300 000 dosis compradas por el gobierno nacional al Centro Nacional de Investigación de Epidemiología y Microbiología Gamaleya de Rusia, que desarrolló la vacuna Gam-COVID-Vac, más conocida como Sputnik V, primera vacuna contra la COVID-19 registrada en el mundo.
Para el traslado de las vacunas se recurrió a la aerolínea de bandera del país, la empresa Aerolíneas Argentinas.
Las dosis llegadas fueron distribuidas a las 24 jurisdicciones a través de un cociente basado en cantidad de médicos y centros de salud habilitados. La prioridad de la primera partida de vacunas fue el personal sanitario.

### Primeras personas vacunadas
La vacunación comenzó el martes 29 de diciembre de 2020, comenzando por el personal de salud, según la función y el riesgo de la actividad.
El inicio de lo que es la campaña de vacunación más grande de la historia argentina comenzó en el Hospital Nacional Posadas, con la presencia del entonces ministro de Salud Ginés González García, acompañado de intendentes y demás dirigentes, como la entonces secretaria de Acceso a la Salud y actual ministra de Salud Carla Vizzotti y el director ejecutivo del Hospital Posadas Alberto Maceira.
| “Es un hermoso día para los argentinos, el comienzo de una nueva etapa que nos tiene que seguir teniendo todos juntos, como estamos ahora en todo el país comenzando esta vacunación” —Ginés González García |

La primera persona en recibir la vacuna en el Hospital Posadas fue el médico de terapia intensiva Francisco Traverso.
La campaña tuvo su inicio en forma simultánea en todas las provincias, donde se recibieron las primeras dosis llegadas el 24 de diciembre de 2020 en el marco de un operativo que incluyó para su logística cientos de conservadoras, toneladas de hielo seco y un gran número de camiones, que concluyó con la llegada de las vacunas a 32 puntos del territorio nacional.
Así mismo, en la provincia de Buenos Aires la enfermera Juliana Torquati, del Hospital San Martín de La Plata, fue la primera persona en el país en recibir la dosis de la vacuna Sputnik V. También fueron inoculados médicos terapistas y personal de limpieza de dicho nosocomio y el gobernador de la provincia, Axel Kicillof.

### Logística de la campaña
Cada provincia debió organizar su propia campaña dentro de su territorio, apoyada logísticamente por el gobierno nacional y siguiendo los lineamientos del Ministerio de Salud de la Nación.
La campaña prevé movilizar a 116 000 integrantes de los equipos de vacunación, de los cuales 36 000 son vacunadores y 80 000 personal de apoyo (registradores, orientadores, etc.). Así mismo, se dispusieron 7749 establecimientos acondicionados para la vacunación en todo el país, dando prioridad a los grandes aglomerados urbanos y población en riesgo. 
La vacuna ha sido definida como gratuita y voluntaria, habiendo el Estado nacional asumido el costo total de la misma, independientemente de la cobertura sanitaria de cada persona.

## Etapas de la vacunación
La vacunación se estipuló que se hará de forma voluntaria, es decir, de manera no obligatoria, razón por la cual las personas que deseen vacunarse deben registrarse en los sitios oficiales de las provincias. Está prevista a realizarse de manera escalonada, según el orden de
prioridad de los grupos de población a vacunar en cada una de las etapas establecidas.
| Etapas                                      | Grupo poblacional                               | Detalles | Personas inoculadas (al 29/10/2021) |
| ------------------------------------------- | ----------------------------------------------- | --- | ----------------------------------- |
| Riesgo por exposición y función estratégica | Personal de Salud                               | Personal de Salud | 3 928 653                           |
| Riesgo por exposición y función estratégica | Personal estratégico                            | - Personas que cumplen funciones de gestión importante y necesaria para el Poder Ejecutivo. - Representantes del Estado Argentino en organismos internacionales. - Funcionarios jerárquicos que se desempeñan en organismos internacionales. - Personas que viajan fuera del país en delegaciones oficiales encabezadas por integrantes de los Poderes del Estado Nacional. - Personas que reciben comitivas oficiales que llegan del exterior en nombre de los Poderes del Estado Nacional. - Fuerzas Armadas - Fuerzas de Seguridad - Personal de Servicios Penitenciarios - Personal docente y no docente (inicial, primaria y secundaria) | 7 335 207                           |
| Riesgo de enfermedad grave                  | Personas de 60 o más años                       | - Adultos de 70 años y más - Personas mayores residentes en hogares de larga estancia. - Adultos de 60 a 69 años. | 12 279 420                          |
| Riesgo de enfermedad grave                  | Personas de 18 a 59 años con factores de riesgo | - Diabetes tipo 1 o 2 (insulinodependiente y no insulinodependiente). - Obesidad grado 2 (índice de masa corporal -IMC- mayor a 35) y grado 3 (IMC mayor a 40). - Enfermedad cardiovascular crónica: insuficiencia cardíaca, enfermedad coronaria, valvulopatías, miocardiopatías, hipertensión pulmonar. - Enfermedad renal crónica (incluidos pacientes en diálisis crónica). - Enfermedad respiratoria crónica: enfermedad pulmonar obstructiva crónica [EPOC], fibrosis quística, enfermedad intersticial pulmonar, asma grave. - Cirrosis. - Personas que viven con VIH independientemente del recuento de CD4 y niveles de carga viral. - Pacientes en lista de espera para trasplante de órganos sólidos y trasplantados de órganos sólidos. - Personas con discapacidad residentes de hogares, residencias y pequeños hogares. - Pacientes oncológicos y oncohematológicos con diagnóstico reciente o enfermedad “ACTIVA”. - Personas con tuberculosis activa. - Personas con discapacidad intelectual y del desarrollo. - Síndrome de Down, priorizando inicialmente a aquellos mayores de 40 años, en quienes se ha evidenciado un aumento sustancial de la mortalidad por COVID- 19 respecto de otros grupos etarios. - Personas con enfermedades autoinmunes y/o tratamientos inmunosupresores, inmunomoduladores o biológicos. | 9 531 970                           |
| Riesgo de enfermedad grave                  | Personas de 12 a 17 años con factores de riesgo | - Diabetes tipo 1 o 2 (insulinodependiente y no insulinodependiente). - Obesidad grado 2 (índice de masa corporal -IMC- mayor a 35) y grado 3 (IMC mayor a 40). - Enfermedad cardiovascular crónica: insuficiencia cardíaca, enfermedad coronaria, valvulopatías, miocardiopatías, hipertensión pulmonar. - Enfermedad renal crónica (incluidos pacientes en diálisis crónica). - Enfermedad respiratoria crónica: enfermedad pulmonar obstructiva crónica [EPOC], fibrosis quística, enfermedad intersticial pulmonar, asma grave. - Cirrosis. - Personas que viven con VIH independientemente del recuento de CD4 y niveles de carga viral. - Pacientes en lista de espera para trasplante de órganos sólidos y trasplantados de órganos sólidos. - Personas con discapacidad residentes de hogares, residencias y pequeños hogares. - Pacientes oncológicos y oncohematológicos con diagnóstico reciente o enfermedad “ACTIVA”. - Personas con tuberculosis activa. - Personas con discapacidad intelectual y del desarrollo. - Síndrome de Down, priorizando inicialmente a aquellos mayores de 40 años, en quienes se ha evidenciado un aumento sustancial de la mortalidad por COVID- 19 respecto de otros grupos etarios. - Personas con enfermedades autoinmunes y/o tratamientos inmunosupresores, inmunomoduladores o biológicos. | 880 144                             |
| Riesgo de enfermedad grave                  | Personas de 3 a 11 años con factores de riesgo  | - Diabetes tipo 1 o 2 (insulinodependiente y no insulinodependiente). - Obesidad grado 2 (índice de masa corporal -IMC- mayor a 35) y grado 3 (IMC mayor a 40). - Enfermedad cardiovascular crónica: insuficiencia cardíaca, enfermedad coronaria, valvulopatías, miocardiopatías, hipertensión pulmonar. - Enfermedad renal crónica (incluidos pacientes en diálisis crónica). - Enfermedad respiratoria crónica: enfermedad pulmonar obstructiva crónica [EPOC], fibrosis quística, enfermedad intersticial pulmonar, asma grave. - Cirrosis. - Personas que viven con VIH independientemente del recuento de CD4 y niveles de carga viral. - Pacientes en lista de espera para trasplante de órganos sólidos y trasplantados de órganos sólidos. - Personas con discapacidad residentes de hogares, residencias y pequeños hogares. - Pacientes oncológicos y oncohematológicos con diagnóstico reciente o enfermedad “ACTIVA”. - Personas con tuberculosis activa. - Personas con discapacidad intelectual y del desarrollo. - Síndrome de Down, priorizando inicialmente a aquellos mayores de 40 años, en quienes se ha evidenciado un aumento sustancial de la mortalidad por COVID- 19 respecto de otros grupos etarios. - Personas con enfermedades autoinmunes y/o tratamientos inmunosupresores, inmunomoduladores o biológicos. | 172 379                             |
| Referencias                                 |                                                 | |                                     |

### Vacunación a personas sin factores de riesgo
Según los lineamientos técnicos de la Vacunación establecidos por el Ministerio de Salud, en función de la disponibilidad de dosis y el nivel de cobertura alcanzada en la población objetivo anteriormente detallada, se ha incorporado a la campaña de vacunación contra COVID-19 a las personas entre 18 y 59 años sin comorbilidades.
Tras la autorización de la Agencia Europea de Medicamentos (EMA) de la vacuna Moderna para su uso en personas de 12 a 17 años, el día 3 de agosto comenzó la vacunación simultáneamente en las 24 jurisdicciones nacionales a dicho grupo etario.
El 12 de octubre de 2021, tras la autorización de la ANMAT del uso de la vacuna Sinopharm contra la COVID-19 entre niños de 3 a 11 años, comenzó la vacunación en dicho rango etario en todas las jurisdicciones nacionales. La vacunación está destinada tanto a niños con conmorbilidades, como así también la población sana.
| Personas entre 3 y 59 años sin factores de riesgo | Grupo poblacional                   | Personas inoculadas (al 29/10/2021) |
| ------------------------------------------------- | ----------------------------------- | ----------------------------------- |
| Personas entre 3 y 59 años sin factores de riesgo | 3 a 11 años SIN Factores de Riesgo  | 1 753 764                           |
| Personas entre 3 y 59 años sin factores de riesgo | 12 a 17 años SIN Factores de Riesgo | 2 248 187                           |
| Personas entre 3 y 59 años sin factores de riesgo | 18 a 39 años SIN Factores de Riesgo | 13 757 091                          |
| Personas entre 3 y 59 años sin factores de riesgo | 40 a 49 años SIN Factores de Riesgo | 4 843 362                           |
| Personas entre 3 y 59 años sin factores de riesgo | 50 a 59 años SIN Factores de Riesgo | 3 013 917                           |
| Referencias                                       |                                     |                                     |

## Vacunas en Argentina

### Vacunas  aprobadas
| Vacunas contra la COVID-19 aprobadas por el ANMAT | Vacunas contra la COVID-19 aprobadas por el ANMAT | Vacunas contra la COVID-19 aprobadas por el ANMAT | Vacunas contra la COVID-19 aprobadas por el ANMAT | Vacunas contra la COVID-19 aprobadas por el ANMAT |
| Vacuna                                            | Laboratorio                                       | Eficiencia                                        | Aprobación                                        | Dosis comprometidas                               |
| ------------------------------------------------- | ------------------------------------------------- | ------------------------------------------------- | ------------------------------------------------- | ------------------------------------------------- |
| BNT162b2                                          | Pfizer- BioNTech                                  | 95,0%                                             | 22 de diciembre de 2020                           | 40 000                                            |
| Gam-COVID-Vac (Sputnik V)                         | Instituto Gamaleya                                | 97,6%                                             | 23 de diciembre de 2020                           | 30 000                                            |
| AZD1222                                           | Oxford / AstraZeneca                              | 63,09%                                            | 30 de diciembre de 2020                           | 22 431 000                                        |
| Covishield                                        | Oxford / AstraZeneca                              | 63,09%                                            | 30 de diciembre de 2020                           | 1 160 000                                         |
| AZ-SKBio                                          | Oxford / AstraZeneca                              | 63,09%                                            | 30 de diciembre de 2020                           | 1 944 000                                         |
| BBIBP-CorV                                        | Sinopharm                                         | 79,0%                                             | 21 de febrero de 2021                             | 30 000                                            |
| Ad5-nCoV (Covidencia)                             | CanSino Biologics                                 | 65%                                               | 10 de junio de 2021                               | 5 400 000                                         |
| mRNA-1273                                         | Moderna                                           | 94%                                               | 23 de julio de 2021                               | 40 000                                            |
| Fuentes generales                                 |                                                   |                                                   |                                                   |                                                   |

### Fondo de Acceso Global para Vacunas Covid-19
| Organización | Total de dosis comprometidas | Despliegue (por tandas)                                                        | Vacuna               |  |
| ------------ | ---------------------------- | ------------------------------------------------------------------------------ | -------------------- |  |
| COVAX        | 2 786 000                    | Despliegue primera tanda (28 de marzo y 18 de abril de 2021) (1 082 000 dosis) | AZD1222              |  |
| COVAX        | 2 786 000                    | Despliegue segunda tanda (23 y 26 de mayo de 2021) (861 600 dosis)             | AZD1222              |  |
| COVAX        | 2 786 000                    | Despliegue tercer tanda (23 de septiembre de 2021) (842 400 dosis)             | AZD1222              |  |
| COVAX        |                              |                                                                                |                      |  |
| COVAX        | 1 672 800                    | A la espera de distribución                                                    | Sinopharm BBIBP-CorV |  |

### Vacunas donadas a la Argentina
- El 16 de julio de 2021, el gobierno de los Estados Unidos donó 3 500 000 dosis de la vacuna Moderna para la COVID-19, como parte de una donación para el país y otros países de la región.[52][53]

- El 22 de agosto de 2021, el gobierno de España donó al país 400 000 dosis de la vacuna Oxford-AstraZeneca, en el marco de una serie de donaciones de España a países iberoamericanos.[54]
  - El día 23 de setiembre de 2021, el gobierno de España a través del mecanismo COVAX donó al país 824 400 dosis de la vacuna Oxford-AstraZeneca.[51]
  - El día 12 de octubre de 2021, el gobierno de España donó al país 960 400 dosis de la vacuna Oxford Astrazeneca a través del mecanismo COVAX.[55]

- El 27 de septiembre de 2021, el gobierno de Canadá donó a través del mecanismo COVAX 549 600 dosis de la vacuna Oxford-AstraZeneca.[56]

### Vacunas producidas en Argentina

#### Producción de la vacuna AZD1222 (Oxford / AstraZeneca)
El 12 de agosto de 2020, el presidente Alberto Fernández y el entonces ministro de Salud de la Nación Ginés Gonzáles García anunciaron en una conferencia de prensa que Argentina y México serán los encargados de producir la vacuna del laboratorio Oxford / AstraZeneca.
El Presidente explicó que AstraZeneca eligió al laboratorio argentino mAbxience para producir el principio activo de la vacuna y por su parte el laboratorio mexicano Liomont será el encargado de envasar la vacuna y distribuirla a los países de toda Latinoamérica. El plan es alcanzar una producción de entre 150 y 250 millones de dosis para toda la región, con excepción de Brasil. 
La producción de la vacuna se llevará a cabo a partir de un emprendimiento privado, bajo el apoyo de la Fundación Slim. Gracias a este aporte, el proyecto será sin fines de lucro por lo cual estará garantizado su desarrollo y distribución sin ganancias ni rentabilidad, indicó el mandatario.
El día 18 de enero de 2021 mAbxience envió el primer lote del principio activo de la vacuna hacia México. Consistió en un lote que superaba las 6 millones de dosis, para que el laboratorio Liomont culmine el proceso productivo de empaquetado, etiquetado y distribución para toda la región.
A este primer lote se le sumó otro más que partió de Argentina el 2 de febrero de 2021 con otras 6 millones de dosis, el cual tuvo su último proceso en México.
Finalmente, el 24 de mayo de 2021 Argentina recibió la primera partida de 843.600 vacunas de Oxford / AstraZeneca de un total de 22 431 000 de dosis comprometidas, cuyo principio activo se produjo en el país.

#### Producción de la vacuna Gam-COVID-Vac (Sputnik V)
El laboratorio argentino Richmond Sacif, mediante un entendimiento que se firmó el 25 de febrero entre el Fondo Ruso de Investigación y el laboratorio, produjo en el país el primer lote de la vacuna rusa contra el coronavirus Sputnik V. El primer lote fue enviado al Centro Gamaleya para que se realice el control de calidad. Si dicho lote daba un resultado positivo en las pruebas, el proceso de producción de la vacuna a gran escala comenzaría en junio de 2021. Argentina se transformó así en el primer país de América Latina en producir la vacuna Sputnik V.
Con la aprobación final anteriormente nombrada, el laboratorio argentino tendrá las condiciones aptas para la producción de un millón de dosis al mes en su planta actual, pudiendo  ampliarse hasta cinco millones. Además, Richmond trabaja en una inversión de entre 70 y 100 millones de dólares para la construcción de una nueva planta que tendrá la posibilidad de fabricar hasta 500 millones de dosis por año. Se busca también que Argentina exporte vacunas a América Central y América Latina.
| Dosis de la vacuna Sputnik V elaboradas por el Laboratorio Richmond | Dosis de la vacuna Sputnik V elaboradas por el Laboratorio Richmond | Dosis de la vacuna Sputnik V elaboradas por el Laboratorio Richmond | Dosis de la vacuna Sputnik V elaboradas por el Laboratorio Richmond | Dosis de la vacuna Sputnik V elaboradas por el Laboratorio Richmond |
| Nro.                                                                | Cantidad                                                            | Componente                                                          | Fecha                                                               | Ref.                                                                |
| ------------------------------------------------------------------- | ------------------------------------------------------------------- | ------------------------------------------------------------------- | ------------------------------------------------------------------- | ------------------------------------------------------------------- |
| 1°                                                                  | 995 125                                                             | Componente 1                                                        | 12 de agosto de 2021                                                | [ 73 ]                                                              |
| 1°                                                                  | 152 500                                                             | Componente 2                                                        | 12 de agosto de 2021                                                | [ 73 ]                                                              |
| 2°                                                                  | 184 500                                                             | Componente 1                                                        | 24 de agosto de 2021                                                | [ 74 ]                                                              |
| 3°                                                                  | 242 500                                                             | Componente 2                                                        | 24 de agosto de 2021                                                | [ 74 ]                                                              |
| 4°                                                                  | 307 500                                                             | Componente 2                                                        | 27 de agosto de 2021                                                | [ 75 ]                                                              |
| 5°                                                                  | 307 500                                                             | Componente 2                                                        | 2 de septiembre de 2021                                             | [ 76 ]                                                              |
| 6°                                                                  | 608 000                                                             | Componente 2                                                        | 9 de septiembre de 2021                                             | [ 77 ]                                                              |
| 7°                                                                  | 152 625                                                             | Componente 2                                                        | 11 de septiembre de 2021                                            | [ 78 ]                                                              |
| 8°                                                                  | 183 625                                                             | Componente 2                                                        | 26 de septiembre de 2021                                            | [ 79 ]                                                              |
| 9°                                                                  | 1 005 500                                                           | Componente 2                                                        | 4 de octubre de 2021                                                | [ 80 ]                                                              |
| 10°                                                                 | 625 000                                                             | Componente 2                                                        | 6 de octubre de 2021                                                | [ 80 ]                                                              |
| 11°                                                                 | 154 875                                                             | Componente 2                                                        | 20 de octubre de 2021                                               |                                                                     |
| Total                                                               | 4 919 250                                                           |                                                                     |                                                                     |                                                                     |

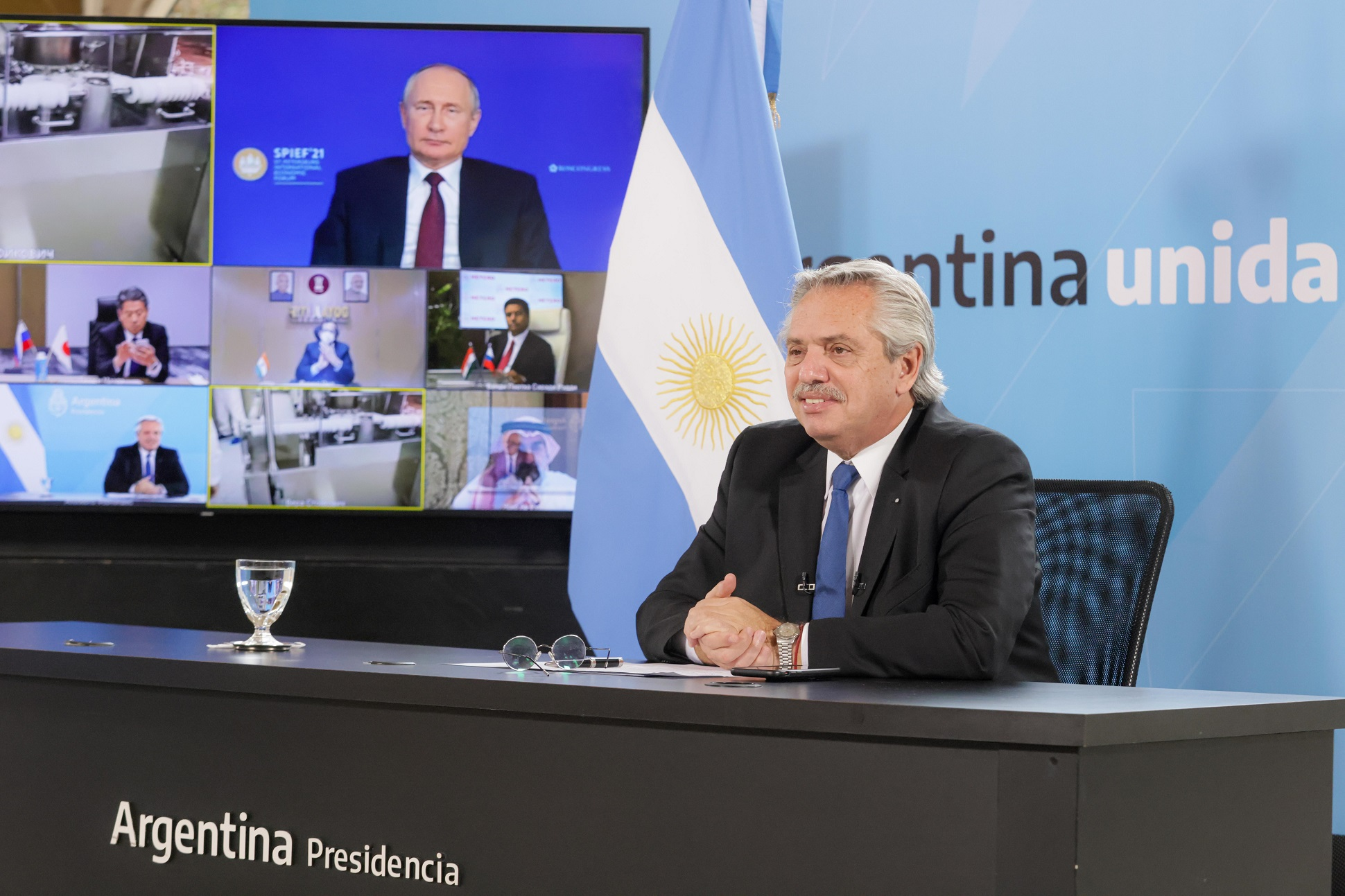
Alberto Fernández y Vladímir Putin en videoconferencia anunciando el inicio de la producción de la vacuna Sputnik V en Argentina.

El 2 de junio, la ministra de Salud Carla Vizzotti anunció que los tres lotes de componente 1 y 2 producidos en la Argentina consiguieron alcanzar los estándares dispuestos por el Laboratorio ruso Gamaleya, por lo que se empezaría con la producción masiva en el país. La misma comenzará con la llegada de los primeros principios activos a la Argentina para que Richmond realice la etapa final de la producción de la vacuna y su envasado.
Dos días después, el 4 de junio, el presidente Alberto Fernández, a través de una videoconferencia con el presidente de Rusia Vladímir Putin, anunció el inicio de la producción en la Argentina de la vacuna Sputnik V por parte del laboratorio Richmond. La producción inició el 6 de junio, cuando arribó al país el antígeno para fabricar ambos componentes de la vacuna. El antígeno fue llevado a la planta de Richmond, ubicada en el partido bonaerense de Pilar. Allí, se realizará la formulación, filtrado y envasado de las dosis.
Finalmente, el día 12 de agosto el Gobierno Nacional recibió las primeras vacunas Sputnik V fabricadas en Argentina. En esta primera entrega, se liberaron 995.125 dosis del componente 1 y 152.500 dosis del componente 2 y fueron distribuidas en las 24 jurisdicciones nacionales.

#### Liberación de patentes
La liberación de las patentes producidas por los laboratorios ante la emergencia sanitaria que afecta al mundo entero constituye un reclamo ante la Organización Mundial del Comercio para garantizar y democratizar el acceso a las vacunas por aquellos países que aún no son productores de las mismas. El pasado 5 de mayo de 2021, el presidente de Estados Unidos, Joe Biden, expresó su apoyo a la exención de propiedad intelectual con respecto a las vacunas para el Covid-19.

## Lotes de vacunas

### Lotes recibidos
| Estadísticas sobre las vacunas llegadas a Argentina | Estadísticas sobre las vacunas llegadas a Argentina | Estadísticas sobre las vacunas llegadas a Argentina | Estadísticas sobre las vacunas llegadas a Argentina |
| Total de dosis arribadas                            | % de dosis respecto a determinada población         | % de dosis respecto a determinada población         |                                                     |
| --------------------------------------------------- | --------------------------------------------------- | --------------------------------------------------- | --------------------------------------------------- |
| 87 967 170                                          | 43 000                                              | Población objetivo                                  |                                                     |
| 87 967 170                                          | 204,57%                                             | % de dosis respecto a la población objetivo         |                                                     |
| 87 967 170                                          | 45 808 747                                          | Población argentina                                 |                                                     |
| 87 967 170                                          | 192,03 %                                            | % de dosis respecto a la población                  |                                                     |

| Lotes de vacunas llegadas a Argentina | Lotes de vacunas llegadas a Argentina | Lotes de vacunas llegadas a Argentina | Lotes de vacunas llegadas a Argentina | Lotes de vacunas llegadas a Argentina | Lotes de vacunas llegadas a Argentina |  |
| Vacunas arribadas                     | Vacunas arribadas                     | Datos de las vacunas                  | Datos de las vacunas                  | Fecha de llegada                      | Ref.                                  |  |
| Nro.                                  | Cantidad de dosis                     | Vacuna                                | Laboratorio                           | Fecha de llegada                      | Ref.                                  |  |
| ------------------------------------- | ------------------------------------- | ------------------------------------- | ------------------------------------- | ------------------------------------- | ------------------------------------- |  |
| 1°                                    | 300 000                               | Sputnik V [Componente 1]              | Instituto Gamaleya                    | 24 de diciembre de 2020               | [ 88 ]                                |  |
| 2°                                    | 300 000                               | Sputnik V [Componente 2]              | Instituto Gamaleya                    | 16 de enero de 2021                   | [ 89 ]                                |  |
| 3°                                    | 110 000                               | Sputnik V [Componente 1]              | Instituto Gamaleya                    | 28 de enero de 2021                   | [ 90 ]                                |  |
| 3°                                    | 110 000                               | Sputnik V [Componente 2]              | Instituto Gamaleya                    | 28 de enero de 2021                   | [ 91 ]                                |  |
| 4°                                    | 400 000                               | Sputnik V [Componente 1]              | Instituto Gamaleya                    | 12 de febrero de 2021                 | [ 92 ]                                |  |
| 5°                                    | 580 000                               | Covishield                            | Oxford / AstraZeneca                  | 17 de febrero de 2021                 | [ 93 ]                                |  |
| 6°                                    | 904 000                               | BBIBP-CorV                            | Sinopharm                             | 25 de febrero de 2021                 | [ 94 ]                                |  |
| 7°                                    | 96 000                                | BBIBP-CorV                            | Sinopharm                             | 28 de febrero de 2021                 | [ 95 ]                                |  |
| 8°                                    | 328 700                               | Sputnik V [Componente 1]              | Instituto Gamaleya                    | 28 de febrero de 2021                 | [ 96 ]                                |  |
| 8°                                    | 188 800                               | Sputnik V [Componente 2]              | Instituto Gamaleya                    | 28 de febrero de 2021                 | [ 97 ]                                |  |
| 9°                                    | 521 140                               | Sputnik V [Componente 1]              | Instituto Gamaleya                    | 1 de marzo de 2021                    | [ 98 ]                                |  |
| 9°                                    | 211 360                               | Sputnik V [Componente 2]              | Instituto Gamaleya                    | 1 de marzo de 2021                    | [ 99 ]                                |  |
| 10°                                   | 330 000                               | Sputnik V [Componente 1]              | Instituto Gamaleya                    | 19 de marzo de 2021                   | [ 100 ]                               |  |
| 11°                                   | 300 000                               | Sputnik V [Componente 1]              | Instituto Gamaleya                    | 22 de marzo de 2021                   | [ 101 ]                               |  |
| 11°                                   | 200 000                               | Sputnik V [Componente 2]              | Instituto Gamaleya                    | 22 de marzo de 2021                   | [ 101 ]                               |  |
| 12°                                   | 370 000                               | Sputnik V [Componente 1]              | Instituto Gamaleya                    | 26 de marzo de 2021                   | [ 102 ]                               |  |
| 13°                                   | 218 000                               | Az/SKBio                              | Oxford / AstraZeneca                  | 28 de marzo de 2021                   | [ 103 ]                               |  |
| 14°                                   | 250 000                               | Sputnik V [Componente 1]              | Instituto Gamaleya                    | 30 de marzo de 2021                   | [ 104 ]                               |  |
| 14°                                   | 50 000                                | Sputnik V [Componente 2]              | Instituto Gamaleya                    | 30 de marzo de 2021                   | [ 104 ]                               |  |
| 15°                                   | 1 000                                 | BBIBP-CorV                            | Sinopharm                             | 1 de abril de 2021                    | [ 105 ]                               |  |
| 16°                                   | 497 745                               | Sputnik V [Componente 1]              | Instituto Gamaleya                    | 4 de abril de 2021                    | [ 106 ]                               |  |
| 17°                                   | 864 000                               | Az/SKBio                              | Oxford / AstraZeneca                  | 18 de abril de 2021                   | [ 49 ]                                |  |
| 18°                                   | 800 000                               | Sputnik V [Componente 1]              | Instituto Gamaleya                    | 19 de abril de 2021                   | [ 107 ]                               |  |
| 19°                                   | 384 000                               | BBIBP-CorV                            | Sinopharm                             | 25 de abril de 2021                   | [ 108 ]                               |  |
| 20°                                   | 371 200                               | BBIBP-CorV                            | Sinopharm                             | 26 de abril de 2021                   | [ 108 ]                               |  |
| 21°                                   | 244 800                               | BBIBP-CorV                            | Sinopharm                             | 28 de abril de 2021                   | [ 109 ]                               |  |
| 22°                                   | 1 000                                 | BBIBP-CorV                            | Sinopharm                             | 29 de abril de 2021                   | [ 110 ]                               |  |
| 23°                                   | 765 545                               | Sputnik V [Componente 1]              | Instituto Gamaleya                    | 30 de abril de 2021                   | [ 111 ]                               |  |
| 24°                                   | 500 000                               | Sputnik V [Componente 1]              | Instituto Gamaleya                    | 10 de mayo de 2021                    | [ 112 ]                               |  |
| 25°                                   | 500 000                               | Sputnik V [Componente 1]              | Instituto Gamaleya                    | 13 de mayo de 2021                    | [ 113 ]                               |  |
| 26°                                   | 204 000                               | Az/SKBio                              | Oxford / AstraZeneca                  | 23 de mayo de 2021                    | [ 114 ]                               |  |
| 27°                                   | 843 600                               | AZD1222                               | Oxford / AstraZeneca                  | 24 de mayo de 2021                    | [ 115 ]                               |  |
| 28°                                   | 609 965                               | Sputnik V [Componente 1]              | Instituto Gamaleya                    | 24 de mayo de 2021                    | [ 115 ]                               |  |
| 29°                                   | 657 600                               | Az/SKBio                              | Oxford / AstraZeneca                  | 26 de mayo de 2021                    | [ 50 ]                                |  |
| 30°                                   | 390 035                               | Sputnik V [Componente 1]              | Instituto Gamaleya                    | 26 de mayo de 2021                    | [ 116 ]                               |  |
| 30°                                   | 80 000                                | Sputnik V [Componente 2]              | Instituto Gamaleya                    | 26 de mayo de 2021                    | [ 116 ]                               |  |
| 31°                                   | 2 148 600                             | AZD1222                               | Oxford / AstraZeneca                  | 31 de mayo de 2021                    | [ 117 ]                               |  |
| 32°                                   | 818 150                               | Sputnik V [Componente 1]              | Instituto Gamaleya                    | 3 de junio de 2021                    | [ 118 ]                               |  |
| 33°                                   | 81 850                                | Sputnik V [Componente 1]              | Instituto Gamaleya                    | 8 de junio de 2021                    | [ 119 ]                               |  |
| 33°                                   | 400 000                               | Sputnik V [Componente 2]              | Instituto Gamaleya                    | 8 de junio de 2021                    | [ 119 ]                               |  |
| 34°                                   | 811 000                               | AZD1222                               | Oxford / AstraZeneca                  | 12 de junio de 2021                   | [ 120 ]                               |  |
| 35°                                   | 934 200                               | AZD1222                               | Oxford / AstraZeneca                  | 14 de junio de 2021                   | [ 121 ]                               |  |
| 36°                                   | 1 139 000                             | AZD1222                               | Oxford / AstraZeneca                  | 21 de junio de 2021                   | [ 122 ]                               |  |
| 37°                                   | 768 000                               | BBIBP-CorV                            | Sinopharm                             | 21 de junio de 2021                   | [ 123 ]                               |  |
| 38°                                   | 768 000                               | BBIBP-CorV                            | Sinopharm                             | 22 de junio de 2021                   | [ 124 ]                               |  |
| 39°                                   | 464 000                               | BBIBP-CorV                            | Sinopharm                             | 23 de junio de 2021                   | [ 125 ]                               |  |
| 40°                                   | 1 181 500                             | AZD1222                               | Oxford / AstraZeneca                  | 25 de junio de 2021                   | [ 126 ]                               |  |
| 41°                                   | 359 085                               | Sputnik V [Componente 1]              | Instituto Gamaleya                    | 29 de junio de 2021                   | [ 127 ] [ 128 ]                       |  |
| 41°                                   | 350 000                               | Sputnik V [Componente 2]              | Instituto Gamaleya                    | 29 de junio de 2021                   | [ 127 ] [ 128 ]                       |  |
| 42°                                   | 1 141 000                             | Sputnik V [Componente 1]              | Instituto Gamaleya                    | 2 de julio de 2021                    | [ 129 ]                               |  |
| 43°                                   | 768 000                               | BBIBP-CorV                            | Sinopharm                             | 4 de julio de 2021                    | [ 130 ]                               |  |
| 44°                                   | 768 000                               | BBIBP-CorV                            | Sinopharm                             | 9 de julio de 2021                    | [ 131 ]                               |  |
| 45°                                   | 53 000                                | Sputnik V [Componente 2]              | Instituto Gamaleya                    | 9 de julio de 2021                    | [ 132 ]                               |  |
| 46°                                   | 733 000                               | AZD1222                               | Oxford / AstraZeneca                  | 12 de julio de 2021                   | [ 133 ]                               |  |
| 47°                                   | 550 000                               | Sputnik V [Componente 2]              | Instituto Gamaleya                    | 12 de julio de 2021                   | [ 134 ]                               |  |
| 48°                                   | 768 000                               | BBIBP-CorV                            | Sinopharm                             | 12 de julio de 2021                   | [ 135 ]                               |  |
| 49°                                   | 768 000                               | BBIBP-CorV                            | Sinopharm                             | 13 de julio de 2021                   | [ 136 ]                               |  |
| 50°                                   | 768 000                               | BBIBP-CorV                            | Sinopharm                             | 15 de julio de 2021                   | [ 137 ]                               |  |
| 51°                                   | 768 000                               | BBIBP-CorV                            | Sinopharm                             | 16 de julio de 2021                   | [ 53 ]                                |  |
| 52°                                   | 3 500 000                             | mRNA-1273                             | Moderna                               | 16 de julio de 2021                   | [ 53 ]                                |  |
| 53°                                   | 1 349 700                             | AZD1222                               | Oxford / AstraZeneca                  | 19 de julio de 2021                   | [ 139 ]                               |  |
| 54°                                   | 768 000                               | BBIBP-CorV                            | Sinopharm                             | 19 de julio de 2021                   | [ 139 ]                               |  |
| 55°                                   | 768 000                               | BBIBP-CorV                            | Sinopharm                             | 20 de julio de 2021                   | [ 140 ]                               |  |
| 56°                                   | 768 000                               | BBIBP-CorV                            | Sinopharm                             | 21 de julio de 2021                   | [ 141 ]                               |  |
| 57°                                   | 768 000                               | BBIBP-CorV                            | Sinopharm                             | 22 de julio de 2021                   | [ 142 ]                               |  |
| 58°                                   | 320 000                               | BBIBP-CorV                            | Sinopharm                             | 23 de julio de 2021                   | [ 143 ]                               |  |
| 59°                                   | 800 500                               | AZD1222                               | Oxford / AstraZeneca                  | 26 de julio de 2021                   | [ 144 ]                               |  |
| 60°                                   | 200 000                               | Ad5-nCoV (Covidencia)                 | CanSino Biologics                     | 6 de agosto de 2021                   | [ 145 ]                               |  |
| 61°                                   | 400 000                               | Sputnik V [Componente 2]              | Instituto Gamaleya                    | 9 de agosto de 2021                   | [ 146 ]                               |  |
| 62°                                   | 204 000                               | AZD1222                               | Oxford / AstraZeneca                  | 11 de agosto de 2021                  | [ 147 ]                               |  |
| 63°                                   | 326 400                               | AZD1222                               | Oxford / AstraZeneca                  | 12 de agosto de 2021                  | [ 147 ]                               |  |
| 64°                                   | 995 125                               | Sputnik V [Componente 1]              | Laboratorios Richmond                 | 12 de agosto de 2021                  | [ 147 ] [ 73 ]                        |  |
| 64°                                   | 152 500                               | Sputnik V [Componente 2]              | Laboratorios Richmond                 | 12 de agosto de 2021                  | [ 147 ] [ 73 ]                        |  |
| 65°                                   | 381 000                               | AZD1222                               | Oxford / AstraZeneca                  | 18 de agosto de 2021                  | [ 148 ]                               |  |
| 66°                                   | 819 200                               | BBIBP-CorV                            | Sinopharm                             | 18 de agosto de 2021                  | [ 148 ]                               |  |
| 67°                                   | 716 800                               | BBIBP-CorV                            | Sinopharm                             | 19 de agosto de 2021                  | [ 148 ]                               |  |
| 68°                                   | 768 000                               | BBIBP-CorV                            | Sinopharm                             | 21 de agosto de 2021                  | [ 149 ]                               |  |
| 69°                                   | 400 000                               | AZD1222                               | Oxford / AstraZeneca                  | 22 de agosto de 2021                  | [ 54 ]                                |  |
| 70°                                   | 400 000                               | Sputnik V [Componente 1]              | Instituto Gamaleya                    | 24 de agosto de 2021                  | [ 150 ]                               |  |
| 70°                                   | 250 000                               | Sputnik V [Componente 2]              | Instituto Gamaleya                    | 24 de agosto de 2021                  | [ 150 ]                               |  |
| 71°                                   | 184 500                               | Sputnik V [Componente 1]              | Laboratorios Richmond                 | 24 de agosto de 2021                  | [ 74 ]                                |  |
| 71°                                   | 242 500                               | Sputnik V [Componente 2]              | Laboratorios Richmond                 | 24 de agosto de 2021                  | [ 74 ]                                |  |
| 72°                                   | 819 200                               | BBIBP-CorV                            | Sinopharm                             | 25 de agosto de 2021                  | [ 74 ]                                |  |
| 73°                                   | 804 800                               | BBIBP-CorV                            | Sinopharm                             | 26 de agosto de 2021                  | [ 151 ]                               |  |
| 74°                                   | 307 500                               | Sputnik V [Componente 2]              | Laboratorios Richmond                 | 27 de agosto de 2021                  | [ 75 ]                                |  |
| 75°                                   | 1 654 500                             | AZD1222                               | Oxford / AstraZeneca                  | 31 de agosto de 2021                  | [ 152 ]                               |  |
| 76°                                   | 1 448 000                             | BBIBP-CorV                            | Sinopharm                             | 1 de septiembre de 2021               | [ 153 ]                               |  |
| 77°                                   | 1 230 000                             | BBIBP-CorV                            | Sinopharm                             | 1 de septiembre de 2021               | [ 154 ]                               |  |
| 78°                                   | 307 500                               | Sputnik V [Componente 2]              | Laboratorios Richmond                 | 2 de septiembre de 2021               | [ 76 ]                                |  |
| 79°                                   | 570 000                               | BBIBP-CorV                            | Sinopharm                             | 3 de septiembre de 2021               | [ 155 ]                               |  |
| 80°                                   | 1 736 000                             | BBIBP-CorV                            | Sinopharm                             | 4 de septiembre de 2021               | [ 156 ]                               |  |
| 81°                                   | 200 000                               | Ad5-nCoV (Covidencia)                 | CanSino Biologics                     | 7 de septiembre de 2021               | [ 157 ]                               |  |
| 82°                                   | 100 620                               | BNT162b2                              | Pfizer-BioNTech                       | 8 de septiembre de 2021               | [ 158 ]                               |  |
| 83°                                   | 608 000                               | Sputnik V [Componente 2]              | Laboratorios Richmond                 | 9 de septiembre de 2021               | [ 77 ]                                |  |
| 84°                                   | 152 625                               | Sputnik V [Componente 2]              | Laboratorios Richmond                 | 10 de septiembre de 2021              | [ 78 ]                                |  |
| 85°                                   | 530 300                               | AZD1222                               | Oxford / AstraZeneca                  | 11 de septiembre de 2021              | [ 78 ]                                |  |
| 86°                                   | 1 116 010                             | Sputnik V [Componente 2]              | Instituto Gamaleya                    | 12 de septiembre de 2021              | [ 159 ]                               |  |
| 87°                                   | 160 290                               | BNT162b2                              | Pfizer-BioNTech                       | 15 de septiembre de 2021              | [ 160 ] [ 161 ]                       |  |
| 88°                                   | 1 536 000                             | BBIBP-CorV                            | Sinopharm                             | 18 de septiembre de 2021              | [ 162 ]                               |  |
| 89°                                   | 1 336 000                             | BBIBP-CorV                            | Sinopharm                             | 20 de septiembre de 2021              | [ 163 ]                               |  |
| 90°                                   | 160 290                               | BNT162b2                              | Pfizer-BioNTech                       | 22 de septiembre de 2021              | [ 164 ]                               |  |
| 91°                                   | 842 400                               | AZD1222                               | Oxford / AstraZeneca                  | 23 de septiembre de 2021              | [ 165 ]                               |  |
| 92°                                   | 183 625                               | Sputnik V [Componente 2]              | Laboratorios Richmond                 | 24 de septiembre de 2021              | [ 79 ]                                |  |
| 93°                                   | 1 440 000                             | BBIBP-CorV                            | Sinopharm                             | 24 de septiembre de 2021              | [ 166 ]                               |  |
| 94°                                   | 192 000                               | BBIBP-CorV                            | Sinopharm                             | 25 de septiembre de 2021              | [ 167 ]                               |  |
| 95°                                   | 1 440 000                             | BBIBP-CorV                            | Sinopharm                             | 25 de septiembre de 2021              | [ 167 ]                               |  |
| 96°                                   | 200 000                               | Ad5-nCoV (Covidencia)                 | CanSino Biologics                     | 26 de septiembre de 2021              | [ 79 ]                                |  |
| 97°                                   | 549 600                               | AZD1222                               | Oxford / AstraZeneca                  | 27 de septiembre de 2021              | [ 56 ]                                |  |
| 98°                                   | 160 290                               | BNT162b2                              | Pfizer-BioNTech                       | 29 de septiembre de 2021              | [ 168 ]                               |  |
| 99°                                   | 822 100                               | AZD1222                               | Oxford / AstraZeneca                  | 29 de septiembre de 2021              | [ 169 ]                               |  |
| 100°                                  | 1 673 000                             | AZD1222                               | Oxford / AstraZeneca                  | 2 de octubre de 2021                  | [ 170 ]                               |  |
| 101°                                  | 1 144 000                             | BBIBP-CorV                            | Sinopharm                             | 4 de octubre de 2021                  | [ 171 ]                               |  |
| 102°                                  | 1 005 500                             | Sputnik V [Componente 2]              | Laboratorios Richmond                 | 4 de octubre de 2021                  | [ 80 ]                                |  |
| 103°                                  | 625 000                               | Sputnik V [Componente 2]              | Laboratorios Richmond                 | 6 de octubre de 2021                  | [ 80 ]                                |  |
| 104°                                  | 848 250                               | BNT162b2                              | Pfizer-BioNTech                       | 6 de octubre de 2021                  | [ 172 ]                               |  |
| 105°                                  | 776 880                               | BNT162b2                              | Pfizer-BioNTech                       | 7 de octubre de 2021                  | [ 80 ]                                |  |
| 106°                                  | 1 000 100                             | AZD1222                               | Oxford / AstraZeneca                  | 9 de octubre de 2021                  | [ 173 ]                               |  |
| 107°                                  | 2 293 300                             | AZD1222                               | Oxford / AstraZeneca                  | 10 de octubre de 2021                 | [ 173 ]                               |  |
| 108°                                  | 960 400                               | AZD1222                               | Oxford / AstraZeneca                  | 12 de octubre de 2021                 | [ 174 ]                               |  |
| 109°                                  | 877 500                               | BNT162b2                              | Pfizer-BioNTech                       | 13 de octubre de 2021                 | [ 175 ]                               |  |
| 110°                                  | 747 630                               | BNT162b2                              | Pfizer-BioNTech                       | 14 de octubre de 2021                 | [ 175 ]                               |  |
| 111°                                  | 500 000                               | Sputnik V [Componente 2]              | Instituto Gamaleya                    | 15 de octubre de 2021                 | [ 176 ]                               |  |
| 112°                                  | 923 000                               | AZD1222                               | Oxford / AstraZeneca                  | 18 de octubre de 2021                 | [ 177 ]                               |  |
| 113°                                  | 864 630                               | BNT162b2                              | Pfizer-BioNTech                       | 20 de octubre de 2021                 | [ 178 ]                               |  |
| 114°                                  | 760 500                               | BNT162b2                              | Pfizer-BioNTech                       | 21 de octubre de 2021                 | [ 178 ]                               |  |
| 115°                                  | 124 000                               | Ad5-nCoV (Covidencia)                 | CanSino Biologics                     | 24 de octubre de 2021                 | [ 179 ]                               |  |
| 116°                                  | 124 000                               | Ad5-nCoV (Covidencia)                 | CanSino Biologics                     | 25 de octubre de 2021                 | [ 179 ]                               |  |
| 117°                                  | 166 000                               | Ad5-nCoV (Covidencia)                 | CanSino Biologics                     | 26 de octubre de 2021                 | [ 179 ]                               |  |
| 118°                                  | 936 000                               | BNT162b2                              | Pfizer-BioNTech                       | 27 de octubre de 2021                 | [ 180 ]                               |  |
| 119°                                  | 687 960                               | BNT162b2                              | Pfizer-BioNTech                       | 28 de octubre de 2021                 | [ 180 ]                               |  |
| 120°                                  | 450 000                               | Ad5-nCoV (Covidencia)                 | CanSino Biologics                     | 5 de noviembre de 2021                | [ 87 ]                                |  |
| 121°                                  | 896 220                               | BNT162b2                              | Pfizer-BioNTech                       | 5 de noviembre de 2021                | [ 87 ]                                |  |
| 122°                                  | 195 000                               | Ad5-nCoV (Covidencia)                 | CanSino Biologics                     | 7 de noviembre de 2021                | [ 87 ]                                |  |
| Total dosis                           | 87 967 170                            |                                       |                                       |                                       |                                       |  |

### Dosis recibidas según el laboratorio
| Lotes de vacunas arribadas según su laboratorio | Lotes de vacunas arribadas según su laboratorio | Lotes de vacunas arribadas según su laboratorio | Lotes de vacunas arribadas según su laboratorio | Lotes de vacunas arribadas según su laboratorio |
| Laboratorio                                     | Vacuna                                          | Dosis comprometidas                             | Dosis arribadas                                 | % dosis arribadas                               |
| ----------------------------------------------- | ----------------------------------------------- | ----------------------------------------------- | ----------------------------------------------- | ----------------------------------------------- |
| Instituto Gamaleya                              | Gam-COVID-Vac (Sputnik V)                       | 30 000                                          | 19 240 765                                      | 64,13 %                                         |
| Sinopharm                                       | BBIBP-CorV                                      | 30 000                                          | 30 000                                          | 100 %                                           |
| Oxford / AstraZeneca                            | AZD1222                                         | 22 431 000                                      | 19 912 000                                      | 88,77 %                                         |
| Oxford / AstraZeneca                            | Covishield                                      | 1 160 000                                       | 580 000                                         | 50 %                                            |
| Oxford / AstraZeneca                            | AZ-SKBio                                        | 1 944 000                                       | 1 944 000                                       | 100 %                                           |
| Moderna                                         | mRNA-1273                                       | 40 000                                          | A la espera de distribución                     | A la espera de distribución                     |
| Moderna                                         | mRNA-1273                                       | 3 500 000                                       | 3 500 000                                       | 100%                                            |
| CanSino Biologics                               | Ad5-nCoV                                        | 5 400 000                                       | 1 704 000                                       | 31,5 %                                          |
| Pfizer-BioNTech                                 | BNT162b2                                        | 40 000                                          | 7 977 060                                       | 19,94 %                                         |
| Referencias generales                           |                                                 |                                                 |                                                 |                                                 |

### Lotes por recibir
| Lotes por recibir | Lotes por recibir | Lotes por recibir | Lotes por recibir | Lotes por recibir |
| Cantidad de dosis | Vacuna            | Fecha de llegada  | Origen            | Ref.              |
| ----------------- | ----------------- | ----------------- | ----------------- | ----------------- |

### Inicio de la vacunación en Argentina a nivel continental
| Puesto | País                 | Fecha histórica del inicio de vacunación | Primera persona histórica en ser vacunada | Profesión       | Edad     | Artículo principal                 | Refs.   |
| ------ | -------------------- | ---------------------------------------- | ----------------------------------------- | --------------- | -------- | ---------------------------------- | ------- |
| 1°     | México               | 24 de diciembre de 2020                  | María Irene Ramírez                       | Enfermera       | 59 años  | Vacunación en México               | [ 181 ] |
| 2°     | Chile                | 24 de diciembre de 2020                  | Zulema Riquelme                           | Enfermera       | 46 años  | Vacunación en Chile                | [ 182 ] |
| 3°     | Costa Rica           | 24 de diciembre de 2020                  | María Elizabeth Castillo                  | Paciente        | 91 años  | Vacunación en Costa Rica           | [ 183 ] |
| 4°     | Argentina            | 29 de diciembre de 2020                  | Flavia Loiacono                           | Médica          | TBA      | Vacunación en Argentina            | [ 184 ] |
| 5°     | Brasil               | 17 de enero de 2021                      | Mônica Calazans                           | Enfermera       | 54 años  | Vacunación en Brasil               | [ 185 ] |
| 6°     | Panamá               | 20 de enero de 2021                      | Violeta Edith Gaona de Cocherán           | Enfermera       | 59 años  | Vacunación en Panamá               | [ 186 ] |
| 7°     | Ecuador              | 21 de enero de 2021                      | Jeanneth Morales                          | Médica          | 45 años  | Vacunación en Ecuador              | [ 187 ] |
| 8°     | Bolivia              | 29 de enero de 2021                      | Sandra Ríos Villarte                      | Enfermera       | 40 años  | Vacunación en Bolivia              | [ 188 ] |
| 9°     | Perú                 | 9 de febrero de 2021                     | Josef Vallejos Acevedo                    | Médico          | TBA      | Vacunación en Perú                 | [ 189 ] |
| 10°    | República Dominicana | 16 de febrero de 2021                    | Ramón Familia Alcantara                   | Médico          | 57 años  | Vacunación en República Dominicana | [ 190 ] |
| 11°    | Colombia             | 17 de febrero de 2021                    | Verónica Luz Machado Torres               | Enfermera       | 46 años  | Vacunación en Colombia             | [ 191 ] |
| 12°    | El Salvador          | 17 de febrero de 2021                    | Mirna Esmeralda Moreno de Murgas          | Enfermera       | 53 años  | Vacunación en El Salvador          | [ 192 ] |
| 13°    | Venezuela            | 18 de febrero de 2021                    | Glendy Amelia Rivero                      | Médica          | TBA      | Vacunación en Venezuela            | [ 193 ] |
| 14°    | Paraguay             | 22 de febrero de 2021                    | Miriam Arrúa                              | Enfermera       | 40 años  | Vacunación en Paraguay             | [ 194 ] |
| 15°    | Honduras             | 25 de febrero de 2021                    | Yelena Soraya Ortega Vásquez              | Enfermera       | 40 años  | Vacunación en Honduras             | [ 195 ] |
| 16°    | Guatemala            | 25 de febrero de 2021                    | Magdalena Guevara González                | Enfermera       | 46 años  | Vacunación en Guatemala            | [ 196 ] |
| 17°    | Uruguay              | 27 de febrero de 2021                    | Cecilia Moreno y Erika Correa             | Adtva. y Enfra. | 22 y TBA | Vacunación en Uruguay              | [ 197 ] |
| 18°    | Nicaragua            | 2 de marzo de 2021                       | Marco Antonio Aráuz                       | Paciente        | 62 años  | Vacunación en Nicaragua            | [ 198 ] |

## Estadísticas

### Progreso de la campaña de vacunación
| 79 % completado |  |
| \| \| \|        |  |
|                 |  |

|  |  |

| 60,2 % completado |  |
| \| \| \|          |  |
|                   |  |

|  |  |

### Por provincias
- Actualizado al 29 de octubre de 2021[6]

| Provincia y Ciudad Autónoma | Dosis distribuidas | Vacunas aplicadas | Vacunas aplicadas | Vacunas aplicadas | Vacunas aplicadas | Vacunas aplicadas     | Población (proyectada al 2021) |
| Provincia y Ciudad Autónoma | Dosis distribuidas | Primera dosis     | Primera dosis     | Segunda dosis     | Segunda dosis     | Total dosis aplicadas | Población (proyectada al 2021) |
| Provincia y Ciudad Autónoma | Dosis distribuidas | Total             | % pobl.           | Total             | % pobl.           | Total dosis aplicadas | Población (proyectada al 2021) |
| Argentina                   | 71 175 329         | 33 960 023        | 74,13 %           | 25 892 699        | 56,52 %           | 59 872 955            | 45 808 747                     |
| --------------------------- | ------------------ | ----------------- | ----------------- | ----------------- | ----------------- | --------------------- | ------------------------------ |
| Buenos Aires                | 27 274 445         | 13 182 622        | 74,43 %           | 10 191 299        | 57,54 %           | 23 394 453            | 17 709 598                     |
| Ciudad de Buenos Aires      | 5 126 966          | 2 568 288         | 83,41 %           | 2 178 973         | 70,77 %           | 4 773 174             | 3 078 836                      |
| Catamarca                   | 704 782            | 332 170           | 79,27 %           | 247 967           | 59,18 %           | 581 208               | 418 991                        |
| Chaco                       | 1 931 932          | 791 954           | 65,11 %           | 527 996           | 43,41 %           | 1 321 124             | 1 216 247                      |
| Chubut                      | 910 248            | 417 984           | 66,43 %           | 308 020           | 48,95 %           | 726 061               | 629 181                        |
| Corrientes                  | 1 743 955          | 805 964           | 71,30 %           | 509 888           | 45,11 %           | 1 319 354             | 1 130 320                      |
| Córdoba                     | 5 983 744          | 2 920 553         | 76,89 %           | 2 243 459         | 59,06 %           | 5 175 066             | 3 798 261                      |
| Entre Ríos                  | 2 127 993          | 972 571           | 69,54 %           | 720 357           | 51,50 %           | 1 698 797             | 1 398 510                      |
| Formosa                     | 980 118            | 487 645           | 79,93%            | 345 055           | 56,56 %           | 833 007               | 610 019                        |
| Jujuy                       | 1 187 237          | 568 507           | 72,95 %           | 385 985           | 49,53 %           | 954 735               | 779 212                        |
| La Pampa                    | 576 472            | 300 501           | 83,15 %           | 237 411           | 65,69 %           | 544 066               | 361 394                        |
| La Rioja                    | 632 307            | 321 266           | 80,58 %           | 233 998           | 58,69 %           | 557 334               | 398 648                        |
| Mendoza                     | 3 017 907          | 1 372 422         | 68,26 %           | 1 044 328         | 51,94 %           | 2 424 426             | 2 010 363                      |
| Misiones                    | 1 889 365          | 744 163           | 58,36 %           | 513 460           | 40,27 %           | 1 260 664             | 1 274 992                      |
| Neuquén                     | 1 069 589          | 523 912           | 77,90 %           | 375 741           | 55,87 %           | 904 638               | 672 461                        |
| Río Negro                   | 1 221 508          | 597 672           | 78,94 %           | 436 972           | 57,72 %           | 1 037 670             | 757 052                        |
| Salta                       | 2 078 581          | 950 898           | 65,94 %           | 625 162           | 43,35 %           | 1 577 008             | 1 441 988                      |
| San Juan                    | 1 227 340          | 577 633           | 73,16 %           | 442 128           | 56 %              | 1 019 835             | 789 489                        |
| San Luis                    | 788 539            | 409 449           | 79,56 %           | 322 467           | 62,66 %           | 735 960               | 514 610                        |
| Santa Cruz                  | 575 166            | 248 134           | 66,21 %           | 181 058           | 48,31 %           | 430 534               | 374 756                        |
| Santa Fe                    | 5 620 935          | 2 721 708         | 76,37 %           | 2 164 636         | 60,74 %           | 4 896 267             | 3 563 390                      |
| Santiago del Estero         | 1 623 877          | 818 060           | 82,77 %           | 593 100           | 60,01 %           | 1 422 009             | 988 245                        |
| Tierra del Fuego            | 279 753            | 139 295           | 78,38 %           | 102 422           | 57,63 %           | 241 720               | 177 697                        |
| Tucumán                     | 2 602 570          | 1 188 652         | 69,32 %           | 853 033           | 49,75 %           | 2 043 845             | 1 714 487                      |

### Por rango etario
- Actualizado al 24 de octubre de 2021

| Rango etario | Incoulaciones | Incoulaciones   | Incoulaciones | Incoulaciones   |
| Rango etario | Primera dosis | % primera dosis | Segunda dosis | % segunda dosis |
| ------------ | ------------- | --------------- | ------------- | --------------- |
| < 18 años    | 3 382 304     | 25,8 %          | 508 549       | 3,9 %           |
| 18-29 años   | 7 153 523     | 83,8 %          | 4 993 238     | 58,5 %          |
| 30-39 años   | 5 928 338     | 91,4 %          | 4 750 050     | 73,3 %          |
| 40-49 años   | 5 470 840     | 95,3 %          | 4 742 968     | 82,6 %          |
| 50-59 años   | 4 171 087     | 95,2 %          | 3 815 552     | 87,1 %          |
| 60-69 años   | 3 454 228     | 97 %            | 3 254 523     | 91,4 %          |
| 70-79 años   | 2 242 921     | 96,5 %          | 2 143 984     | 92,3 %          |
| 80-89 años   | 921 847       | 91 %            | 873 100       | 86,2 %          |
| 90-99 años   | 162 428       | 72,7 %          | 152 624       | 68,3 %          |
| > 100 años   | 3 270         | 33,3 %          | 2 668         | 27,1 %          |

### Gráficos
| Aplicaciones por género (Al 29 de octubre de 2021) | Aplicaciones por género (Al 29 de octubre de 2021) | Aplicaciones por género (Al 29 de octubre de 2021) | Aplicaciones por género (Al 29 de octubre de 2021) | Aplicaciones por género (Al 29 de octubre de 2021) |
| -------------------------------------------------- | -------------------------------------------------- | -------------------------------------------------- | -------------------------------------------------- | -------------------------------------------------- |
| Género                                             | Género                                             |                                                    | Cifras                                             | Cifras                                             |
| Hombres                                            | Hombres                                            |                                                    | 28 198 291                                         | 28 198 291                                         |
| Mujeres                                            | Mujeres                                            |                                                    | 31 561 757                                         | 31 561 757                                         |
| Otros                                              | Otros                                              |                                                    | 112 907                                            | 112 907                                            |

Progreso acumulado de la vacunación
Progreso diario de la vacunación
| Dosis diarias de la vacuna contra el COVID-19 aplicadas en Argentina. Se muestra el promedio móvil de 7 días. Para las vacunas que requieren múltiples dosis, cada dosis individual es contada. |
| |
| Gráfico: Our World in Data |

## Controversias
El 23 de diciembre de 2020 la exdiputada y líder del frente opositor Juntos por el Cambio, Elisa Carrió, y los diputados Juan Manuel López, Mariana Stilman y Mónica Frade, denunciaron penalmente al ministro de Salud Ginés González García y «cualquier otro funcionario que hubiera participado en gestiones, contratación y firma de contratos con el gobierno de Rusia, para la reserva, adquisición y comercialización de la vacuna Sputnik V», por los delitos de «envenenamiento» por la vacuna, «defraudación a la administración pública», «abuso de autoridad», e «incumplimiento de los deberes de funcionario público». La denuncia quedó radicada ante el Juzgado Criminal y Correccional Federal N.º 12, a cargo del juez Sebastián Casanello, siendo el fiscal Guillermo Marijuan. Carrió anunció públicamente que «jamás se pondría» la vacuna rusa. El 23 de febrero del 2021, el fiscal Marijuan pidió desestimar esta denuncia ya que «las gestiones de adquisición, su aprobación y contratación, se ajustaron a las recomendaciones que fueron realizadas, tanto en el orden internacional como en el ámbito local, por los máximos organismos competentes en materia sanitaria».
A comienzos de febrero, la intelectual opositora Beatriz Sarlo denunció que le habían ofrecido vacunarse «por debajo de la mesa», negándose a identificar a las personas que lo hicieron, afirmando irónicamente que le sucedió «en Marte». Ante la denuncia de Sarlo, el ministro de Salud de la Ciudad de Buenos Aires, salió a desmentir que ello pudiera haber sucedido en su jurisdicción. Días después, ante la Justicia, la intelectual se desdijo, al declarar que el ofrecimiento le había llegado en el marco de una campaña publicitaria.
A fines de febrero surgió un escándalo por vacunatorio VIP en el Ministerio de Salud de Argentina motivo por el cual el presidente Alberto Fernández despidió al ministro de Salud Ginés González García. Algunos periodistas compararon estos hechos con lo que sucedió en Perú denominado Vacunagate.
El 20 de febrero colapsó el sistema en línea del gobierno de la Ciudad de Buenos Aires para que las personas mayores de 80 años pudiera registrarse para recibir la vacuna, a la vez que se había bloqueado el registro telefónico. Un sector de la prensa criticó la situación caótica de la forma de inscripción dispuesta por la Ciudad de Buenos Aires.
El 23 de febrero se presentó una denuncia penal contra Horacio Rodríguez Larreta y Fernán Quirós, respectivamente jefe de Gobierno y ministro de Salud de la Ciudad Autónoma de Buenos Aires, imputándoles haber privatizado la vacunación contra la COVID-19 en Argentina a favor de empresas privadas que ofrecen vacunaciones sin respetar el orden de prioridad establecido por las autoridades sanitarias y estableciendo privilegios para sus socios. La causa quedó radicada ante el Juzgado Federal No 4, a cargo de Ariel Lijo, por los delitos de incumplimiento de los deberes de funcionario público y abuso de autoridad.
El 24 de febrero el gobernador Gerardo Morales reconoció que en la provincia de Jujuy se habían utilizado «vacunas VIP» sin seguir las prioridades establecidas para la campaña de vacunación, por parte de clínicas privadas, utilizando vacunas de propiedad pública que les fueron suministradas por el Ministerio de Salud de la Provincia de Jujuy. El gobernador graficó el grado de escándalo con la frase «Faltó que pongan hasta el perro y el gato para que se vacunen».
El 22 de julio, se difundió una carta donde la asesora presidencial Cecilia Nicolini se comunica con el Fondo Ruso de Inversión Directa en forma de protesta debido a la demora en la distribución del segundo compuesto de la vacuna Sputnik V hacia el país. En el mismo, habla de una "situación crítica" por la falta del segundo componente de la vacuna rusa y reclama "urgentemente" la llegada de segundas dosis, además cuestiona los plazos de aprobación de la producción local de la vacuna a cargo del laboratorio Richmond. También advierte que se“están dejando muy pocas opciones para seguir luchando por ustedes y por este proyecto” y amenazó con “romper públicamente el contrato firmado. Nicolini comentó que después de la carta "Argentina recibió más de medio millón de dosis del componente dos de Sputnik V y el laboratorio Richmond obtuvo casi más de medio millón para fabricar la vacuna en el país" y que la carta se trató de una comunicación más de otras tantas.